# 雷根氏條鰨
雷根氏條鰨為輻鰭魚綱鰈形目鰨亞目鰨科的其中一種，為亞熱帶海水魚，分布於西印度洋南非納塔爾海域，棲息深度40-50公尺，體長可達16公分，棲息在軟底質底層水域，生活習性不明。

## 扩展阅读
維基物種上的相關：雷根氏條鰨